# Arc de Triomf (metropolitana di Barcellona)
Arc de Triomf è una stazione della linea 1 della Metropolitana di Barcellona. È anche stazione di interscambio con 4 linee della Cercanías di Barcellona.

## Storia
La stazione fu inaugurata nel 1932 sotto il nome di Triumph-Nord, ma nel 1982 il nome venne cambiato in Arc de Triomf.
Si trova vicino all'omonimo monumento del XIX secolo e vicino alla Estació del Nord.